# 霹靂布袋戯
霹靂布袋戯（へきれきほていぎ、ピリプータイシー、中: 霹靂布袋戲）とは、霹靂國際多媒體股份有限公司

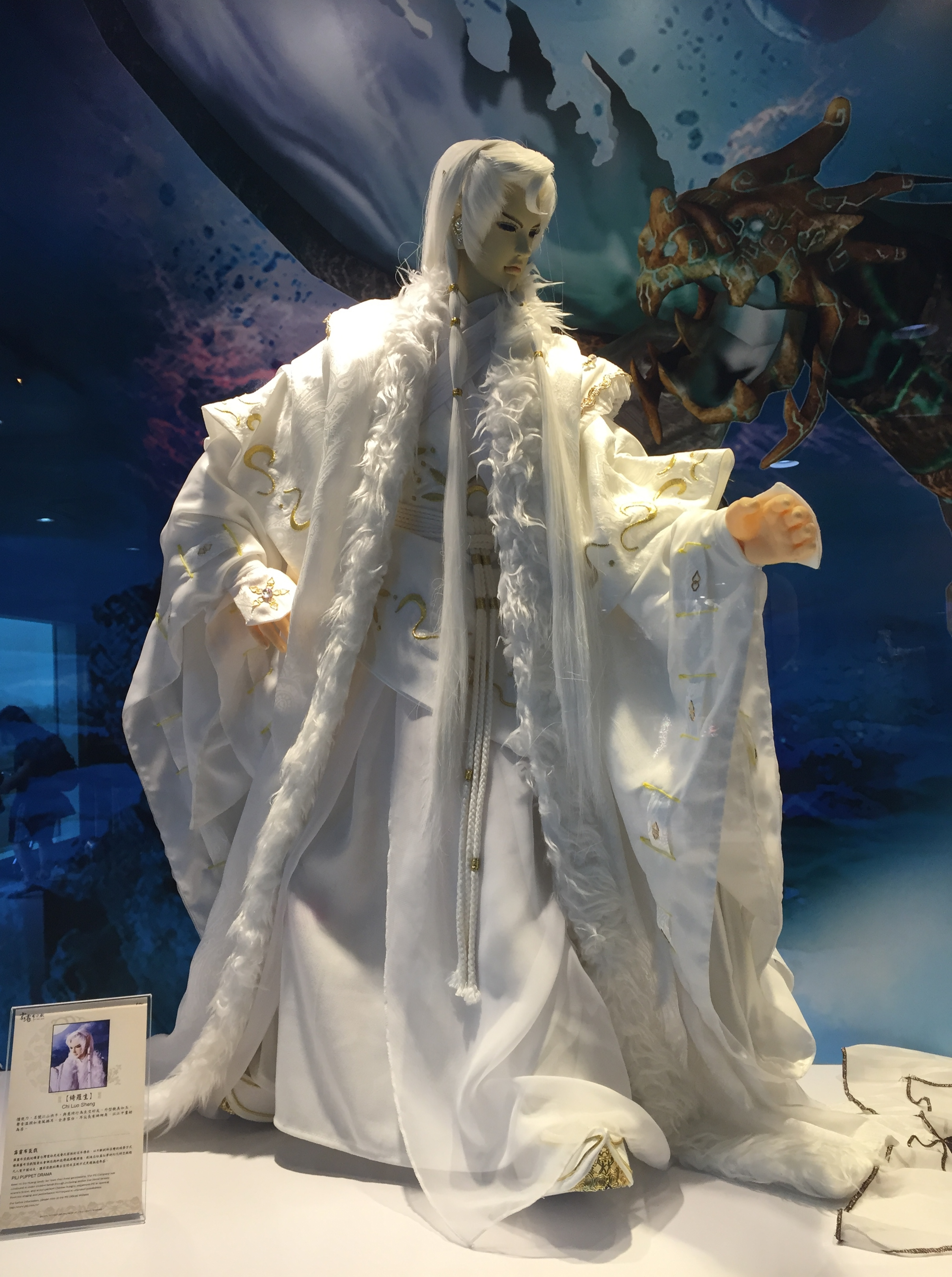
「霹靂驚鴻之刀劍春秋」の綺羅生

による台湾のテレビ布袋戯（人形劇）。

## 概要
台湾で1980年代から今日に至るまで三十年以上親しまれている人形劇。台湾の伝統芸能・布袋戯にキャストドールのような華美なデザイン、SFX技術による派手な映像効果など革新的な演出を取り入れている。シリーズ発足以来、霹靂布袋戯の創始者の一人である黄文擇がすべての登場人物の台詞、ナレーションを担当する口白師（活動弁士のようなもの）を務めていたが、2021年の氏の引退に伴い複数人体制となった。すべての物語がシームレスに繋がっており、総話数は2500話以上、登場人物の総数は数百人にも上る。その時々でストーリーは大きく変化するが、400年ほど前の古代中国をモチーフにした世界（武林）で巻き起こる異変や戦乱を主人公・素還真と仲間たちが解決していくというもの。武侠ものに該当するが、気で炎や氷などの自然現象を操ったり空を飛んだり、龍や麒麟が存在していたりとファンタジー色が濃い。敵対する勢力も武力で世界を支配しようとする暴君から宇宙人や吸血鬼、異世界からの侵略者までさまざまである。

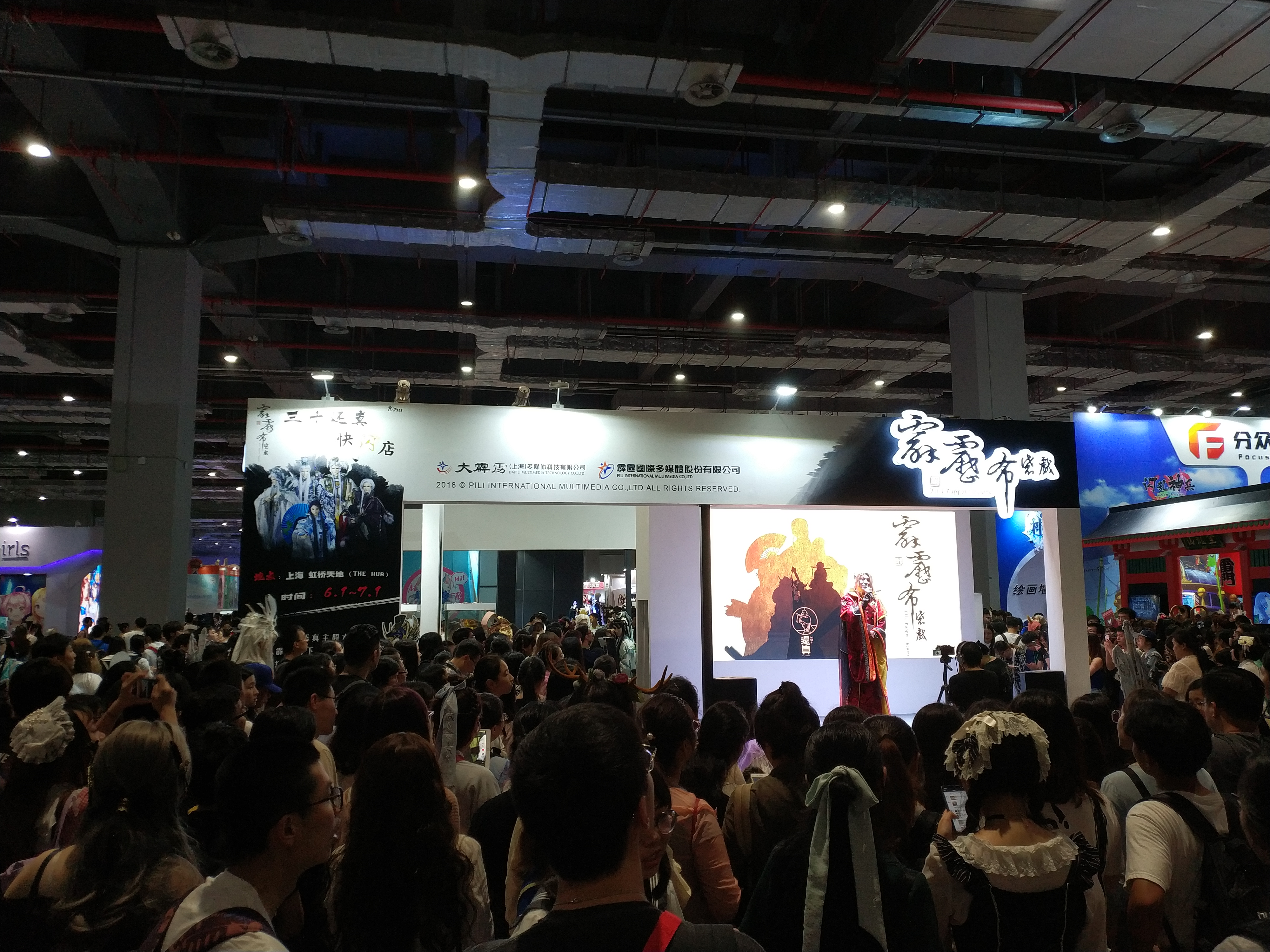
上海国家会展中心での2018年に行われたイベント

## 歴史

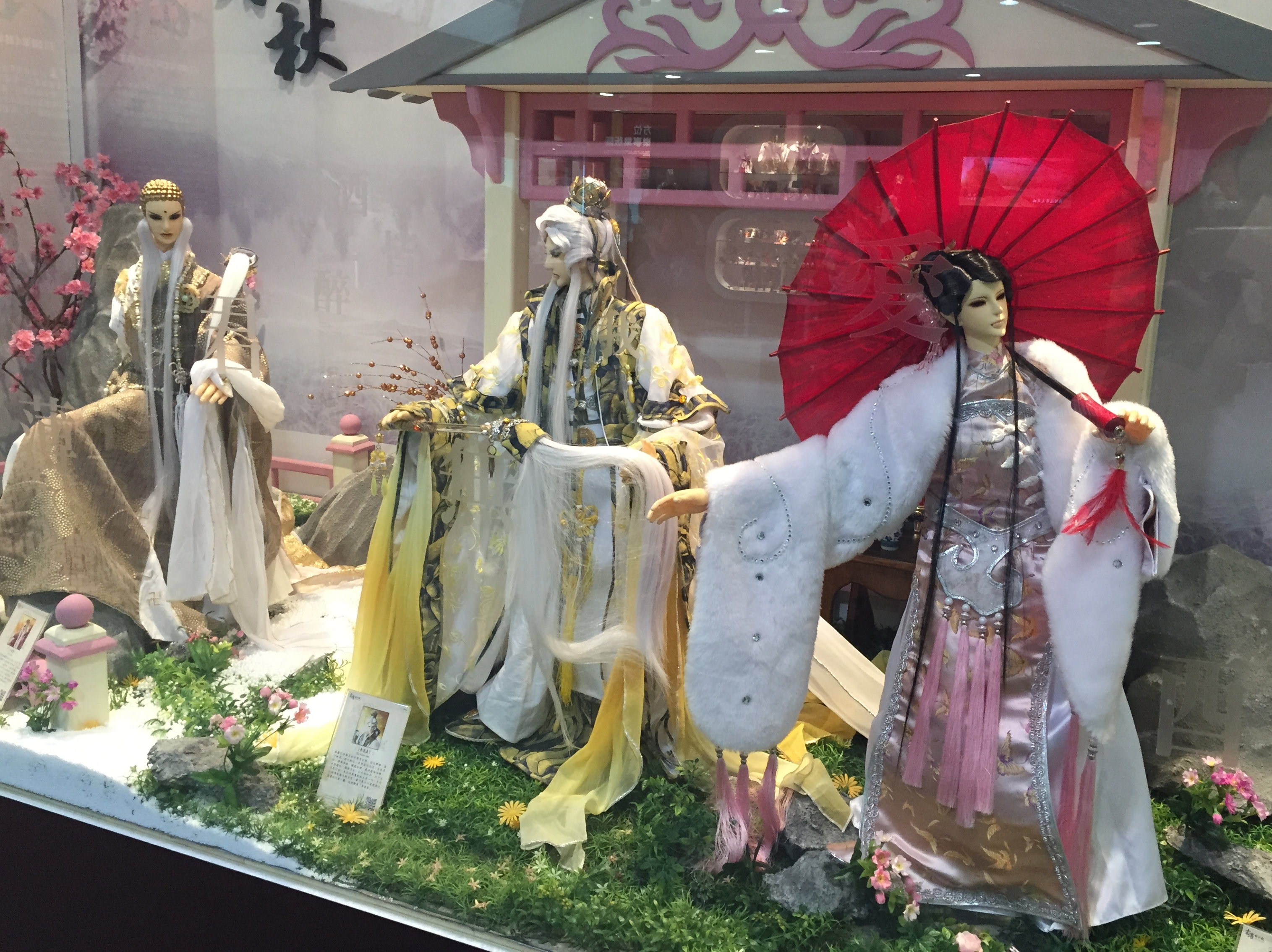
シリーズの人形

1970年に社会現象を巻き起こすほどの高視聴率を叩き出した『雲州大儒俠』の作者・黄俊雄の息子である黄強華と黄文擇の兄弟が1988年にレンタルビデオ市場向けに発表した『霹靂金光』が始まり。これ以前にも『霹靂』と冠した作品が存在するが、霹靂布袋戯の主人公・素還真が初めて登場した『霹靂金光』がシリーズ第一作目とされる。これが好評を博し毎年のように新作が作られ続け、2018年には「世界で最も長く放送された人形劇」としてギネス世界記録に認定された。
2016年にはニトロプラスの虚淵玄がシナリオを手掛ける日台コラボ作品『Thunderbolt Fantasy 東離劍遊紀』が制作された。霹靂シリーズからは完全に独立した作品だが、登場人物や小道具のカメオ出演がある。

### 海外展開
聖石傳説
2000年から2002年にかけて中国、韓国、日本で上映された劇場作品。
Wulin Warriors
2006年にカートゥーン ネットワークで放送された英語版霹靂布袋戯。シリーズ第25作目の『霹靂英雄榜之爭王記』が元になっているが、キャラクターの設定、ストーリーともに別物に改変され、低評価のために打ち切りになった。
霹靂日本公式サイト
2010年には日本上陸を目指して『霹靂日本公式サイト』が開設された。シリーズ第48作目の『霹靂震寰宇之刀龍傳說』が日本語吹き替えされる予定だったが頓挫し、現在はYouTubeチャンネルとブログを残して消失している。
霹靂英雄戰紀之刀說異數（邦題：PILI人形劇　ウォー・オブ・ドラゴンズ）
2019年に英語、日本語、韓国語、タイ語、スペイン語への翻訳（字幕のみ）とNetflixでの配信が開始された。
その他、中国では中国人声優による普通話での吹き替えやbilibili、Youkuでの配信、他企業とのコラボレーションなど積極的な展開が行われていたが、2020年に起きた台湾問題のトラブル以降大幅に規模を縮小した。

## 作品リスト

### 霹靂シリーズ（本編）
第56作目の『刀劍春秋』から話数の単位が『集』から『章』に変更された。一話分の収録時間は作品ごとに異なり統一されていない。（60分～90分）
| 番号 | 作品名                    | 発表年 | 話数   |
| ---- | ------------------------- | ------ | ------ |
| 01   | 霹靂金光                  | 1988年 | 全16集 |
| 02   | 霹靂眼                    | 1989年 | 全20集 |
| 03   | 霹靂至尊                  | 1989年 | 全15集 |
| 04   | 霹靂孔雀令                | 1989年 | 全10集 |
| 05   | 霹靂劍魂                  | 1990年 | 全20集 |
| 06   | 霹靂異數                  | 1990年 | 全40集 |
| 07   | 霹靂劫                    | 1990年 | 全30集 |
| 08   | 霹靂天闕                  | 1990年 | 全30集 |
| 09   | 霹靂紫脈線                | 1992年 | 全20集 |
| 10   | 霹靂烽雲                  | 1993年 | 全20集 |
| 11   | 霹靂天命                  | 1993年 | 全14集 |
| 12   | 霹靂狂刀                  | 1993年 | 全60集 |
| 13   | 霹靂王朝                  | 1995年 | 全30集 |
| 14   | 霹靂幽靈箭第一部          | 1995年 | 全25集 |
| 15   | 霹靂外傳之葉小釵傳奇      | 1996年 | 全6集  |
| 16   | 霹靂幽靈箭第二部          | 1996年 | 全20集 |
| 17   | 霹靂英雄榜                | 1996年 | 全50集 |
| 18   | 霹靂烽火錄                | 1997年 | 全30集 |
| 19   | 霹靂風暴                  | 1997年 | 全40集 |
| 20   | 霹靂狂刀之創世狂人        | 1998年 | 全50集 |
| 21   | 霹靂雷霆                  | 1999年 | 全30集 |
| 22   | 霹靂英雄榜之江湖血路      | 1999年 | 全40集 |
| 23   | 霹靂英雄榜之風起雲湧Ⅰ     | 2000年 | 全20集 |
| 24   | 霹靂英雄榜之風起雲湧Ⅱ     | 2000年 | 全30集 |
| 25   | 霹靂英雄榜之爭王記        | 2001年 | 全30集 |
| 26   | 霹靂圖騰                  | 2001年 | 全20集 |
| 27   | 霹靂異數之龍圖霸業        | 2001年 | 全40集 |
| 28   | 霹靂封靈島                | 2002年 | 全20集 |
| 29   | 霹靂兵燹                  | 2002年 | 全48集 |
| 30   | 霹靂刀鋒                  | 2003年 | 全30集 |
| 31   | 霹靂異數之萬里征途        | 2003年 | 全32集 |
| 32   | 霹靂九皇座                | 2003年 | 全50集 |
| 33   | 霹靂劫之闍城血印          | 2004年 | 全26集 |
| 34   | 霹靂劫之末世錄            | 2004年 | 全24集 |
| 35   | 霹靂皇朝之龍城聖影        | 2004年 | 全40集 |
| 36   | 霹靂劍蹤                  | 2005年 | 全30集 |
| 37   | 霹靂兵燹之刀戟戡魔錄      | 2005年 | 全30集 |
| 38   | 霹靂兵燹之刀戟戡魔錄Ⅱ     | 2005年 | 全40集 |
| 39   | 霹靂奇象                  | 2006年 | 全40集 |
| 40   | 霹靂謎城                  | 2006年 | 全40集 |
| 41   | 霹靂皇龍紀                | 2006年 | 全50集 |
| 42   | 霹靂霹靂皇朝之鍘龑史      | 2007年 | 全30集 |
| 43   | 霹靂開疆紀                | 2007年 | 全40集 |
| 44   | 霹靂神州                  | 2008年 | 全30集 |
| 45   | 霹靂神州Ⅱ之蒼玄泣         | 2008年 | 全46集 |
| 46   | 霹靂神州Ⅲ之天罪           | 2008年 | 全48集 |
| 47   | 霹靂天啟                  | 2009年 | 全48集 |
| 48   | 霹靂震寰宇之刀龍傳說      | 2009年 | 全40集 |
| 49   | 霹靂震寰宇之龍戰八荒      | 2010年 | 全40集 |
| 50   | 霹靂寰宇之兵甲龍痕        | 2010年 | 全40集 |
| 51   | 霹靂經武紀之梟皇論戰      | 2010年 | 全40集 |
| 52   | 霹靂兵燹之聖魔戰印        | 2011年 | 全40集 |
| 53   | 霹靂兵燹之問鼎天下        | 2011年 | 全40集 |
| 54   | 霹靂戰元史之天競鏖鋒      | 2012年 | 全40集 |
| 55   | 霹靂戰元史之動機風雲      | 2012年 | 全40集 |
| 56   | 霹靂驚鴻之刀劍春秋        | 2012年 | 全20章 |
| 57   | 霹靂俠影之轟動武林        | 2013年 | 全31章 |
| 58   | 霹靂俠影之轟定干戈        | 2013年 | 全32章 |
| 59   | 霹靂俠影之轟掣天下        | 2013年 | 全32章 |
| 60   | 霹靂俠影之轟霆劍海錄      | 2014年 | 全32章 |
| 61   | 霹靂開天記之創神篇        | 2014年 | 全32章 |
| 62   | 霹靂開天記之創神篇下闋    | 2015年 | 全32章 |
| 63   | 霹靂謎城之九輪異譜        | 2015年 | 全32章 |
| 64   | 霹靂狼煙之九輪燎原        | 2015年 | 全16章 |
| 65   | 霹靂狼煙之万堺塵濤        | 2015年 | 全32章 |
| 66   | 霹靂霹靂狼煙之古原爭霸    | 2016年 | 全50章 |
| 67   | 霹靂霹靂天命之仙魔鏖鋒    | 2016年 | 全50章 |
| 68   | 霹靂天命之仙魔鏖鋒Ⅱ斬魔錄 | 2017年 | 全60章 |
| 69   | 霹靂天命之戰禍邪神        | 2017年 | 全20章 |
| 70   | 霹靂天命之戰禍邪神Ⅱ破邪傳 | 2018年 | 全50章 |
| 71   | 霹靂驚濤                  | 2018年 | 全42章 |
| 72   | 霹靂魔封                  | 2018年 | 全60章 |
| 73   | 霹靂靖玄錄                | 2019年 | 全20章 |
| 74   | 霹靂靖玄錄下闋            | 2019年 | 全28章 |
| 75   | 霹靂俠峰                  | 2019年 | 全50章 |
| 76   | 霹靂天越                  | 2020年 | 全30章 |
| 77   | 霹靂兵烽決                | 2020年 | 全46章 |
| 78   | 霹靂朝靈闕                | 2021年 | 全30章 |
| 79   | 霹靂兵烽決之碧血玄黃      | 2021年 | 全42章 |
| 80   | 霹靂戰魔策                | 2021年 | 全40章 |
| 81   | 霹靂兵烽決之玄象裂變      | 2022年 | 全42章 |
| 82   | 霹靂戰冥曲                | 2022年 | 全40章 |
| 83   | 霹靂玄蒙紀                | 2023年 | 全26章 |
| 84   | 霹靂天機                  | 2023年 | 全25章 |
| 85   | 霹靂天機貳：仙魔決        | 2024年 | 全13章 |
| 86   | 霹靂邪章之道劫龍戰        | 2025年 | 未定   |

### 英雄戰紀シリーズ（リメイク）
1990年の「霹靂異數」を原案としたリメイク版。シナリオには大きく手が加えられている。
| 番号 | 作品名                     | 発表年 | 話数   |
| ---- | -------------------------- | ------ | ------ |
| 01   | 霹靂英雄戰紀之刀說異數     | 2019年 | 全20章 |
| 02   | 霹靂英雄戰紀之蝶龍之亂     | 2020年 | 全10章 |
| 03   | 霹靂英雄戰紀之蝶龍之亂下闋 | 2022年 | 全13章 |
| 04   | 霹靂英雄戰紀之刜伐世界     | 2024年 | 全55章 |

### 映画
聖石傳説
2000年公開。積極的な国際展開が行われ、2001年に中国と韓国で、2002年に日本公開された。
日本語版には子安武人、三木眞一郎ら日本の声優がキャスティングされ、パイオニアLDC株式会社からは同キャストでのドラマCDも発売された。
素還真
2022年1月28日公開。霹靂シリーズの主人公で今作のタイトル・ロールである素還真の過去が描かれる。